# زعمان (ذي السفال)

تعديل مصدري - تعديل

زعمان محلة تابعة لقرية فجرات، التابعة لعزلة ريده ورياد بمديرية ذي السفال إحدى مديريات محافظة إب في الجمهورية اليمنية، بلغ تعداد سكانها 25 حسب تعداد اليمن لعام 2004.